# Iglesia de Nuestra Señora de la Concepción (Granja de Torrehermosa)
La Iglesia de Nuestra Señora de la Concepción de la localidad de Granja de Torrehermosa (provincia de Badajoz, Extremadura, España) es un templo católico, donde estaca la torre de la iglesia.
Siendo esta torre la parte de mayor valor arquitectónico del pueblo de «Granja de Torrehermosa» y de ahí le viene el nombre al pueblo.
El pueblo se encuentra al sudeste de la Provincia de Badajoz, lindando con la Comunidad Autónoma de Andalucía a través de la provincia de Córdoba. Pertenece a la comarca de Campiña Sur y al Partido judicial de Llerena.

## Torre
La torre exteriormente tiene tres cuerpos; el inferior tiene una altura mayor que los otros dos. Está cubierta por una enorme cantidad de arquillos adosados que le da una belleza y una estética característica, muy poco frecuente en esta zona, muy especial.
Dispone en la base de una sobria portada de arco apuntado, que a través de un conopio se une a los elementos superiores. Por medio de cornisas muy elaboradas se conecta con los dos cuerpos siguientes, que son los que tienen las campanas campanas. El remate es de chapitel, elemento arquitectónico que se sitúa en la parte superior de una torre, campanario o iglesia a modo de remate
, es también de ladrillo. En una actuación urbanística, al parecer muy acertada, el edificio situado por delante de la torre, impidiendo su visión, ha sido suprimido recientemente, creándose en su lugar una plaza cuyo espacio realza el valor del monumento, al permitir su contemplación desde una perspectiva amplia, antes imposible.